# Narmadapuram

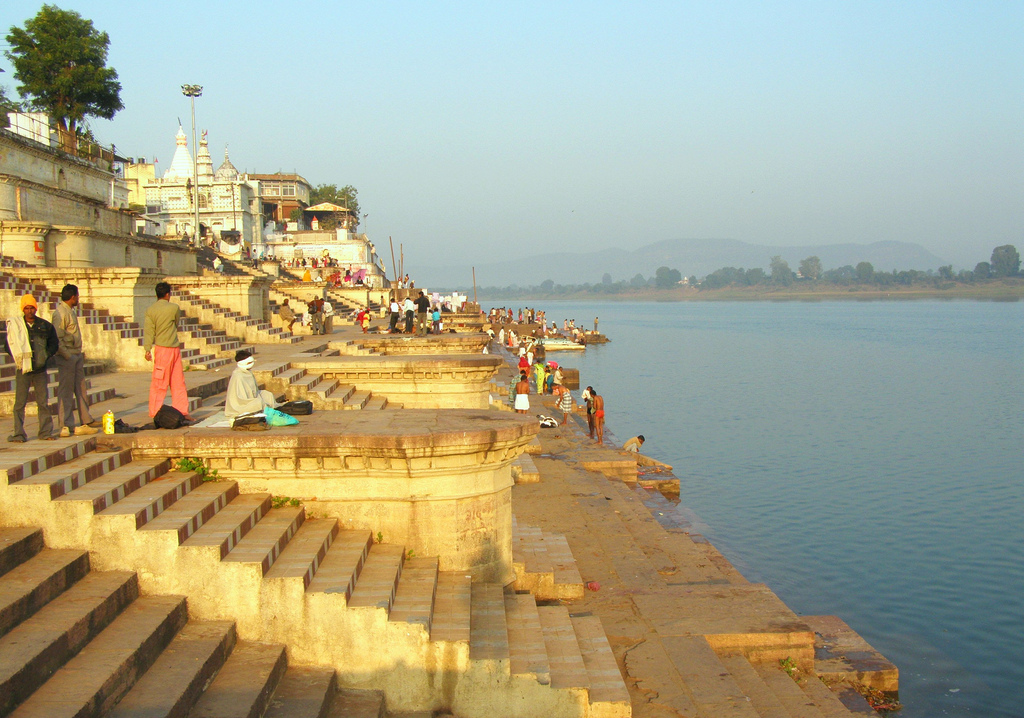
Sethani Ghat Narmadapuram

Narmadapuram (hindi नर्मदापुरम) är en stad i den indiska delstaten Madhya Pradesh och är centralort i ett distrikt med samma namn. Folkmängden uppgick till 117 988 invånare vid folkräkningen 2011.